# Pandemia de COVID-19 en la India
La pandemia de COVID-19 en la India se ha caracterizado por un alto número de contagios, la mayoría de los cuales no han sido detectados; por una letalidad más baja que en otros países. El gobierno de la India reaccionó inicialmente con un confinamiento draconiano que provocó un hundimiento de la actividad económica. Posteriormente el gobierno relajó las restricciones pero los establecimientos educativos llevan cerrados desde medio año.
Sin embargo, el número de casos detectados mediante tests es muy inferior al real. Mediante análisis serológicos se ha determinado, por ejemplo, que solo en la ciudad de Nueva Delhi hasta julio de 2020 habían sido infectados más de cinco millones de habitantes mientras que para septiembre más de diecinueve millones de personas del estado de Karnataka habían tenido el virus o estaban infectadas en ese momento.
El número de fallecimientos puede haber sido subestimado también porque en la India muchas personas mueren en casa sin que se certifique el motivo de defunción. Si la letalidad es efectivamente más baja que, por ejemplo, en Europa puede deberse a que la población de la India es mucho más joven: solo un 6,5% tiene más de 65 años.
Varios países donaron vacunas, mascarillas y equipos médicos a la India y numerosas empresas como Apple, Krafton y Samsung donaron dinero a las ONGs acreditadas para ayudar a controlar la pandemia en ese país.
A la vez, organizaciones como Aid to the Church in Need (ACN), también conocida como Ayuda a la Iglesia Necesitada o Ayuda a la Iglesia que Sufre, envió material de protección para las personas que atienden a los enfermos en conventos, hospitales, iglesias, etc.
Hasta el 21 de febrero de 2022, se contabiliza la cifra de 42,838,524 casos confirmados 512,141 fallecidos y 42,124,284 pacientes recuperados del virus.

## Desarrollo

Número de casos (azul) y número de muertes (rojo) en una escala logarítmica.

El primer caso de COVID-19 en India fue reportado el 30 de enero de 2020, probablemente importado de China. El gobierno de la India emitió un aviso de viaje a sus ciudadanos, particularmente para Wuhan, donde estudian cerca de 500 estudiantes de medicina indios. Sin embargo, desde el 24 de enero, dos casos sospechosos de COVID-19 estaban ya siendo tratados en Bombay. 
El gobierno suspendió todos los visados turísticos, argumentando que la mayoría de casos confirmados provenían de otros países. El estallido se declaró una epidemia en más de una docena de estados y territorios, donde se invocaron las medidas del Acuerdo de Enfermedades Epidémicas de 1897. Instituciones educativas y muchos establecimientos comerciales cerraron. El 22 de marzo de 2020, India observó un toque de queda público voluntario de 14 horas a instancias del primer ministro Narendra Modi. El gobierno siguió con bloqueos en 75 distritos donde se habían producido casos de COVID, así como en todas las ciudades principales.
El 24 de marzo, el Gobierno de la India ordenó ordenó el confinamiento domiciliario de los más de 1.300 millones de habitantes durante 21 días. El 28 de marzo de 2020, el Ministerio de la Salud y Bienestar Familiar confirmó un total de 918 casos, 79 recuperaciones, 1 migración y 19 muertes en el país. Se pensaba no obstante que el número real de infecciones podía ser mucho mayor ya que los índices de pruebas de India estaban entre los más bajos en el mundo.

El 14 de abril, el primer ministro extendió el bloqueo nacional hasta el 3 de mayo. Los datos oficiales mostraban que hacia el 6 de abril, el confinamiento había disminuido la velocidad de propagación de la pandemia a una tasa de duplicación cada 6 días, y, al 18 de abril la tasa de duplicación había disminuido a 8 días.
A finales de abril, el Gobierno de la India declaró a los estados de Goa, Sikkim, Nagaland, Arunachal Pradesh, Manipur y Tripura como "libres de Covid-19", con cero casos activos.
En enero de 2021, tras once meses con altos números de contagios y saturación frecuente en muchos hospitales, el número de casos empezó a bajar rápidamente. El motivo no está claro pero podría deberse a que una fracción tan alta de la población se haya infectado que se haya alcanzado el umbral de la inmunidad de grupo.

### Cuarentena
Las políticas de confinamiento en India por la pandemia de COVID-19 fue declarada por el primer ministro Narendra Modi el 24 de marzo de 2020, por 21 días, limitando el movimiento de las 1.300 millones de personas de la India como medida preventiva contra la Pandemia de COVID-19 en India. Esto fue ordenado después de que voluntarios públicos quedaran 14 horas en un toque de queda público el 22 de marzo, seguido por la ejecución de una serie de reglas en las partes del país afectadas por el COVID-19.
Observadores declararon que el confinamiento había retrasado el índice de crecimiento de la pandemia para el 6 de abril a un índice de duplicarse cada seis días, y del 18 abril, a un índice de duplicarse cada ocho días.
Cuando terminó el primer confinamiento, gobiernos estatales y comités locales recomendaron extenderlo. Los gobiernos estatales de Odisha y de Punyab se adelantaron al extender el confinamiento hasta el 1 de mayo. Maharashtra, Karnataka, Bengala Occidental y Telangana hicieron lo mismo tiempo después. Para el 14 de abril, Narendra Modi extendió el confinamiento nacional hasta el 3 de mayo, con una relajación condicional después del 20 de abril para las regiones donde la propagación había sido contenida.